# Campeonato Mundial de Fórmula 1 de 1991
A Temporada de Fórmula 1 de 1991 foi a 42.ª realizada pela FIA, decorrendo entre 10 de março e 3 de novembro de 1991, com dezesseis corridas.
Teve como campeão o brasileiro Ayrton Senna, da equipe McLaren, sendo vice-campeão o britânico Nigel Mansell, da Williams.
Marcou a despedida do tricampeão Nelson Piquet e a estréia do jovem Michael Schumacher. Curiosamente, ambos correram pela mesma equipe, a Benetton (com Schumacher correndo a sua primeira etapa pela Jordan).

## Pilotos e Construtores
| Campeão       | Vice-campeão     | 3º Lugar         |
|               |                  |                  |
| Ayrton Senna  | Nigel Mansell    | Riccardo Patrese |
| McLaren-Honda | Williams-Renault | Williams-Renault |

| Equipe                            | Construtor   | Chassis    | Motor                    | Pneu | No | Piloto             | Piloto de teste(s)                                                                        |
| --------------------------------- | ------------ | ---------- | ------------------------ | ---- | -- | ------------------ | ----------------------------------------------------------------------------------------- |
| Honda Marlboro McLaren            | McLaren      | MP4/6      | Honda RA121E 3.5 V12     | G    | 1  | Ayrton Senna       | Allan McNish Jonathan Palmer Stefan Johansson Roberto Moreno Emanuele Pirro Mark Blundell |
| Honda Marlboro McLaren            | McLaren      | MP4/6      | Honda RA121E 3.5 V12     | G    | 2  | Gerhard Berger     | Allan McNish Jonathan Palmer Stefan Johansson Roberto Moreno Emanuele Pirro Mark Blundell |
| Braun Tyrrell Honda               | Tyrrell      | 020        | Honda RA101E 3.5 V10     | P    | 3  | Satoru Nakajima    | Johnny Herbert Volker Weidler                                                             |
| Braun Tyrrell Honda               | Tyrrell      | 020        | Honda RA101E 3.5 V10     | P    | 4  | Stefano Modena     | Johnny Herbert Volker Weidler                                                             |
| Canon Williams Team               | Williams     | FW14       | Renault RS3 3.5 V10      | G    | 5  | Nigel Mansell      | Mark Blundell Damon Hill                                                                  |
| Canon Williams Team               | Williams     | FW14       | Renault RS3 3.5 V10      | G    | 6  | Riccardo Patrese   | Mark Blundell Damon Hill                                                                  |
| Motor Racing Developments Ltd     | Brabham      | BT59Y      | Yamaha OX99 3.5 V12      | P    | 7  | Martin Brundle     | n/a                                                                                       |
| Motor Racing Developments Ltd     | Brabham      | BT59Y      | Yamaha OX99 3.5 V12      | P    | 8  | Mark Blundell      | n/a                                                                                       |
| Motor Racing Developments Ltd     | Brabham      | BT60Y      | Yamaha OX99 3.5 V12      | P    | 7  | Martin Brundle     | n/a                                                                                       |
| Motor Racing Developments Ltd     | Brabham      | BT60Y      | Yamaha OX99 3.5 V12      | P    | 8  | Mark Blundell      | n/a                                                                                       |
| Footwork Grand Prix International | Footwork     | A11C       | Porsche 3512 3.5 V12     | G    | 9  | Michele Alboreto   | n/a                                                                                       |
| Footwork Grand Prix International | Footwork     | A11C       | Porsche 3512 3.5 V12     | G    | 10 | Alex Caffi         | n/a                                                                                       |
| Footwork Grand Prix International | Footwork     | FA12       | Porsche 3512 3.5 V12     | G    | 9  | Michele Alboreto   | n/a                                                                                       |
| Footwork Grand Prix International | Footwork     | FA12       | Porsche 3512 3.5 V12     | G    | 10 | Alex Caffi         | n/a                                                                                       |
| Footwork Grand Prix International | Footwork     | FA12       | Porsche 3512 3.5 V12     | G    | 10 | Stefan Johansson   | n/a                                                                                       |
| Footwork Grand Prix International | Footwork     | FA12C      | Ford Cosworth DFR 3.5 V8 | G    | 9  | Michele Alboreto   | n/a                                                                                       |
| Footwork Grand Prix International | Footwork     | FA12C      | Ford Cosworth DFR 3.5 V8 | G    | 10 | Alex Caffi         | n/a                                                                                       |
| Footwork Grand Prix International | Footwork     | FA12C      | Ford Cosworth DFR 3.5 V8 | G    | 10 | Stefan Johansson   | n/a                                                                                       |
| Team Lotus                        | Lotus        | 102B       | Judd EV 3.5 V8           | G    | 11 | Mika Häkkinen      | Johnny Herbert                                                                            |
| Team Lotus                        | Lotus        | 102B       | Judd EV 3.5 V8           | G    | 12 | Julian Bailey      | Johnny Herbert                                                                            |
| Team Lotus                        | Lotus        | 102B       | Judd EV 3.5 V8           | G    | 12 | Johnny Herbert     | Johnny Herbert                                                                            |
| Team Lotus                        | Lotus        | 102B       | Judd EV 3.5 V8           | G    | 12 | Michael Bartels    | Johnny Herbert                                                                            |
| Fondmetal F1 SpA                  | Fondmetal    | FA1M-E     | Ford Cosworth DFR 3.5 V8 | G    | 14 | Olivier Grouillard | Marco Greco                                                                               |
| Fondmetal F1 SpA                  | Fondmetal    | Fomet-1    | Ford Cosworth DFR 3.5 V8 | G    | 14 | Olivier Grouillard | Marco Greco                                                                               |
| Fondmetal F1 SpA                  | Fondmetal    | Fomet-1    | Ford Cosworth DFR 3.5 V8 | G    | 14 | Gabriele Tarquini  | Marco Greco                                                                               |
| Leyton House Racing               | Leyton House | CG911      | Ilmor 2175A 3.5 V10      | G    | 15 | Mauricio Gugelmin  | n/a                                                                                       |
| Leyton House Racing               | Leyton House | CG911      | Ilmor 2175A 3.5 V10      | G    | 16 | Ivan Capelli       | n/a                                                                                       |
| Leyton House Racing               | Leyton House | CG911      | Ilmor 2175A 3.5 V10      | G    | 16 | Karl Wendlinger    | n/a                                                                                       |
| AGS Racing                        | AGS          | JH25       | Ford Cosworth DFR 3.5 V8 | G    | 17 | Gabriele Tarquini  | n/a                                                                                       |
| AGS Racing                        | AGS          | JH25B      | Ford Cosworth DFR 3.5 V8 | G    | 17 | Gabriele Tarquini  | n/a                                                                                       |
| AGS Racing                        | AGS          | JH25B      | Ford Cosworth DFR 3.5 V8 | G    | 18 | Stefan Johansson   | n/a                                                                                       |
| AGS Racing                        | AGS          | JH25B      | Ford Cosworth DFR 3.5 V8 | G    | 18 | Fabrizio Barbazza  | n/a                                                                                       |
| AGS Racing                        | AGS          | JH27       | Ford Cosworth DFR 3.5 V8 | G    | 17 | Gabriele Tarquini  | n/a                                                                                       |
| AGS Racing                        | AGS          | JH27       | Ford Cosworth DFR 3.5 V8 | G    | 17 | Olivier Grouillard | n/a                                                                                       |
| AGS Racing                        | AGS          | JH27       | Ford Cosworth DFR 3.5 V8 | G    | 18 | Fabrizio Barbazza  | n/a                                                                                       |
| Camel Benetton Ford               | Benetton     | B190B      | Ford HB5 3.5 V8          | P    | 19 | Roberto Moreno     | n/a                                                                                       |
| Camel Benetton Ford               | Benetton     | B190B      | Ford HB5 3.5 V8          | P    | 20 | Nelson Piquet      | n/a                                                                                       |
| Camel Benetton Ford               | Benetton     | B191       | Ford HB5 3.5 V8          | P    | 19 | Roberto Moreno     | n/a                                                                                       |
| Camel Benetton Ford               | Benetton     | B191       | Ford HB5 3.5 V8          | P    | 19 | Michael Schumacher | n/a                                                                                       |
| Camel Benetton Ford               | Benetton     | B191       | Ford HB5 3.5 V8          | P    | 20 | Nelson Piquet      | n/a                                                                                       |
| BMS Scuderia Italia               | Dallara      | 191        | Judd GV 3.5 V10          | P    | 21 | Emanuele Pirro     | n/a                                                                                       |
| BMS Scuderia Italia               | Dallara      | 191        | Judd GV 3.5 V10          | P    | 22 | Jyrki Järvilehto   | n/a                                                                                       |
| Minardi F1 Team                   | Minardi      | M191       | Ferrari 037 3.5 V12      | G    | 23 | Pierluigi Martini  | n/a                                                                                       |
| Minardi F1 Team                   | Minardi      | M191       | Ferrari 037 3.5 V12      | G    | 24 | Gianni Morbidelli  | n/a                                                                                       |
| Minardi F1 Team                   | Minardi      | M191       | Ferrari 037 3.5 V12      | G    | 24 | Roberto Moreno     | n/a                                                                                       |
| Ligier Gitanes Blondes            | Ligier       | JS35 JS35B | Lamborghini 3512 3.5 V12 | G    | 25 | Thierry Boutsen    | Emmanuel Collard                                                                          |
| Ligier Gitanes Blondes            | Ligier       | JS35 JS35B | Lamborghini 3512 3.5 V12 | G    | 26 | Érik Comas         | Emmanuel Collard                                                                          |
| Scuderia Ferrari SpA              | Ferrari      | 642        | Ferrari 037 3.5 V12      | G    | 27 | Alain Prost        | Gianni Morbidelli Andrea Montermini Dario Benuzzi                                         |
| Scuderia Ferrari SpA              | Ferrari      | 642        | Ferrari 037 3.5 V12      | G    | 28 | Jean Alesi         | Gianni Morbidelli Andrea Montermini Dario Benuzzi                                         |
| Scuderia Ferrari SpA              | Ferrari      | 643        | Ferrari 037 3.5 V12      | G    | 27 | Alain Prost        | Gianni Morbidelli Andrea Montermini Dario Benuzzi                                         |
| Scuderia Ferrari SpA              | Ferrari      | 643        | Ferrari 037 3.5 V12      | G    | 27 | Gianni Morbidelli  | Gianni Morbidelli Andrea Montermini Dario Benuzzi                                         |
| Scuderia Ferrari SpA              | Ferrari      | 643        | Ferrari 037 3.5 V12      | G    | 28 | Jean Alesi         | Gianni Morbidelli Andrea Montermini Dario Benuzzi                                         |
| Larrousse F1                      | Lola         | LC91       | Ford Cosworth DFR 3.5 V8 | G    | 29 | Éric Bernard       | n/a                                                                                       |
| Larrousse F1                      | Lola         | LC91       | Ford Cosworth DFR 3.5 V8 | G    | 29 | Bertrand Gachot    | n/a                                                                                       |
| Larrousse F1                      | Lola         | LC91       | Ford Cosworth DFR 3.5 V8 | G    | 30 | Aguri Suzuki       | n/a                                                                                       |
| Coloni Racing Srl                 | Coloni       | C4         | Ford Cosworth DFR 3.5 V8 | G    | 31 | Pedro Chaves       | n/a                                                                                       |
| Coloni Racing Srl                 | Coloni       | C4         | Ford Cosworth DFR 3.5 V8 | G    | 31 | Naoki Hattori      | n/a                                                                                       |
| Team 7Up Jordan                   | Jordan       | 191        | Ford HB4 3.5 V8          | G    | 32 | Bertrand Gachot    | n/a                                                                                       |
| Team 7Up Jordan                   | Jordan       | 191        | Ford HB4 3.5 V8          | G    | 32 | Michael Schumacher | n/a                                                                                       |
| Team 7Up Jordan                   | Jordan       | 191        | Ford HB4 3.5 V8          | G    | 32 | Roberto Moreno     | n/a                                                                                       |
| Team 7Up Jordan                   | Jordan       | 191        | Ford HB4 3.5 V8          | G    | 32 | Alessandro Zanardi | n/a                                                                                       |
| Team 7Up Jordan                   | Jordan       | 191        | Ford HB4 3.5 V8          | G    | 33 | Andrea de Cesaris  | n/a                                                                                       |
| Modena Team SpA                   | Lambo        | 291        | Lamborghini 3512 3.5 V12 | G    | 34 | Nicola Larini      | Mauro Baldi Marco Apicella                                                                |
| Modena Team SpA                   | Lambo        | 291        | Lamborghini 3512 3.5 V12 | G    | 35 | Eric van de Poele  | Mauro Baldi Marco Apicella                                                                |

## Trocas de pilotos
- McLaren: Ayrton Senna e Gerhard Berger seguiram na equipe de Woking para 1991. Diferentemente da temporada anterior, ambos usaram os números 1 e 2 em seus carros.
- Tyrrell: Sem Jean Alesi, a equipe fundada por Ken Tyrrell contratou o italiano Stefano Modena para o lugar do francês, enquanto o japonês Satoru Nakajima disputou sua quinta - e última - temporada na categoria.
- Williams: Riccardo Patrese é mantido na equipe, que repatria Nigel Mansell, cujo contrato com a Ferrari não fora renovado.
- Brabham: A equipe fundada pelo tricampeão Jack Brabham contratou dois pilotos ingleses para 1991: Martin Brundle e Mark Blundell.
- Footwork: Michele Alboreto e Alex Caffi, pilotos da Footwork desde 1990, permanecem na equipe, agora equipada com motores Porsche. Porém, com o fraco desempenho dos propulsores alemães, o time decide usar motores Ford a partir do GP da França. Caffi se ausenta de quatro etapas após um acidente, e seu lugar é ocupado pelo sueco Stefan Johansson, que encerra sua passagem pela F-1 após não se classificar para o GP da Grã-Bretanha.
- Lotus: Sem Derek Warwick, que deixou a F-1, e Martin Donnelly, que não voltaria a pilotar carros da categoria após o violento acidente em Jerez, a escuderia apostou em uma nova dupla: Mika Häkkinen, que se tornaria bicampeão de F-1 em 1998 e 1999, fez sua estréia pela Lotus, que teve ainda Julian Bailey por 4 provas (classificou-se apenas para o GP de San Marino, onde chegou em sexto) e Michael Bartels, que se inscreveu também para 4 corridas, mas, ao contrário do inglês, não se classificou para nenhuma.
- Fondmetal: Em sua primeira temporada, a Fondmetal disputou o campeonato de 1991 tendo como pilotos o francês Olivier Grouillard e o italiano Gabriele Tarquini, este último dispensado da AGS, que substituiu Grouillard nos dois últimos GPs de 1991.
- Leyton House: Até o GP de Jerez, Maurício Gugelmin e Ivan Capelli, juntos desde 1988, formaram a dupla de pilotos da Leyton House, que escalou o austríaco Karl Wendlinger para os GPs de Japão e Austrália.
- AGS: Com problemas financeiros, a equipe francesa teve quatro pilotos durante o ano: Stefan Johansson (dispensado após não se classificar para duas provas), Fabrizio Barbazza (não se classificou para nenhuma das 12 corridas em que foi inscrito), Gabriele Tarquini (ficou até o GP de Portugal, mudando-se em seguida para a Fondmetal) e Olivier Grouillard, que fez o inverso, mas apenas para o GP de Jerez. Após a corrida, onde não obteve classificação, a AGS fechou as portas.
- Benetton: Em sua última temporada, Nelson Piquet obteve uma vitória no GP do Canadá, quando Nigel Mansell perdeu a vitória já no final da corrida. O tricampeão se aposentaria da F-1 após o GP da Austrália. Roberto Moreno disputou a temporada até o GP da Bélgica, quando perdeu sua vaga para o alemão Michael Schumacher, que havia feito sua estréia na categoria no mesmo GP, pela Jordan.
- Scuderia Italia: Sem Andrea De Cesaris, que foi para a Jordan, Emanuele Pirro é efetivado como titular, enquanto que o finlandês J.J. Lehto entra no lugar do italiano. O melhor resultado foi um terceiro lugar de Lehto, no GP de San Marino.
- Minardi: Pierluigi Martini continuou na escuderia de Faenza, e apagou a fraca temporada de 1990, tendo marcado 6 pontos. Gianni Morbidelli foi seu companheiro de equipe até o GP do Japão, quando foi substituído por Roberto Moreno, dispensado pela Benetton.
- Ligier: Agora com motores Lamborghini, a esquadra de Guy Ligier teve novamente um desempenho irrisório: seus pilotos, Thierry Boutsen e Érik Comas, não pontuaram. Foi a segunda temporada seguida que a Ligier não marcou pontos na F-1.
- Ferrari: Alain Prost, em sua segunda temporada pela Scuderia, teve o francês Jean Alesi como seu novo companheiro de time. Porém, Le Professeur não chegou a encerrar o campeonato: ao comparar seu carro com um caminhão, Prost foi demitido, e para seu lugar, a Ferrari contratou Gianni Morbidelli apenas para o chuvoso GP da Austrália, onde marcou meio ponto.
- Larrousse: Aguri Suzuki, em alta na equipe, segue na Larrousse para 1991, enquanto Éric Bernard disputou a temporada até o GP do Japão, quando se ausentou do GP da Austrália devido a uma lesão. Para seu lugar, foi contratado Bertrand Gachot.
- Coloni: Sem largar em nenhuma corrida desde 1989, a Coloni, em crise financeira, teve o japonês Naoki Hattori e o português Pedro Chaves como pilotos. Ambos não se classificaram para nenhuma etapa, e a equipe, vendida ao empresário italiano Andrea Sassetti, que a transforma na Andrea Moda Formula, encerra sua trajetória na categoria.
- Jordan Grand Prix: Estreante na Fórmula 1, a Jordan foi a equipe que teve o maior número de pilotos em 1991: 5 (Andrea De Cesaris, Bertrand Gachot, Michael Schumacher, Roberto Moreno e Alessandro Zanardi). De Cesaris chegou a disputar a vitória no GP da Bélgica com Ayrton Senna, mas problemas em seu carro impediram-no de conquistar seu primeiro triunfo na categoria; Gachot foi preso ao brigar com um taxista londrino e perdeu seu lugar, voltando no GP da Austrália, agora pela Larrousse; Schumacher disputou apenas o GP da Bélgica, ficando na primeira volta, enquanto Moreno e Zanardi também fizeram participações esporádicas pela equipe.
- Modena Team: Segunda equipe a estrear na F-1 em 1991, a Modena teve como seus pilotos o italiano Nicola Larini e o belga Eric van de Poele, e ambos não marcaram nenhum ponto, tendo um sétimo lugar no GP dos Estados Unidos como melhor resultado.

## Calendário
| Prova | Grande Prêmio      | Data           | Local              |
| ----- | ------------------ | -------------- | ------------------ |
| 1     | GP dos EUA         | 10 de março    | Phoenix            |
| 2     | GP do Brasil       | 24 de março    | Interlagos         |
| 3     | GP de San Marino   | 28 de abril    | Ímola              |
| 4     | GP de Mônaco       | 12 de maio     | Monte Carlo        |
| 5     | GP do Canadá       | 2 de junho     | Montreal           |
| 6     | GP do México       | 16 de junho    | Hermanos Rodriguez |
| 7     | GP da França       | 7 de julho     | Magny-Cours        |
| 8     | GP da Grã-Bretanha | 14 de julho    | Silverstone        |
| 9     | GP da Alemanha     | 28 de julho    | Hockenheim         |
| 10    | GP da Hungria      | 11 de agosto   | Hungaroring        |
| 11    | GP da Bélgica      | 25 de agosto   | Spa-Francorchamps  |
| 12    | GP da Itália       | 8 de setembro  | Monza              |
| 13    | GP de Portugal     | 22 de setembro | Estoril            |
| 14    | GP da Espanha      | 29 de setembro | Catalunha          |
| 15    | GP do Japão        | 20 de outubro  | Suzuka             |
| 16    | GP da Austrália    | 3 de novembro  | Adelaide           |

## Resultados

### Grandes Prêmios
| GP | Grande Prêmio                    | Pole Position    | Volta mais rápida | Vencedor         | Equipe           | Descrição |
| -- | -------------------------------- | ---------------- | ----------------- | ---------------- | ---------------- | --------- |
| 1  | Grande Prêmio dos Estados Unidos | Ayrton Senna     | Jean Alesi        | Ayrton Senna     | McLaren-Honda    | Detalhes  |
| 2  | Grande Prêmio do Brasil          | Ayrton Senna     | Nigel Mansell     | Ayrton Senna     | McLaren-Honda    | Detalhes  |
| 3  | Grande Prêmio de San Marino      | Ayrton Senna     | Gerhard Berger    | Ayrton Senna     | McLaren-Honda    | Detalhes  |
| 4  | Grande Prêmio de Mônaco          | Ayrton Senna     | Alain Prost       | Ayrton Senna     | McLaren-Honda    | Detalhes  |
| 5  | Grande Prêmio do Canadá          | Riccardo Patrese | Nigel Mansell     | Nelson Piquet    | Benetton-Ford    | Detalhes  |
| 6  | Grande Prêmio do México          | Riccardo Patrese | Nigel Mansell     | Riccardo Patrese | Williams-Renault | Detalhes  |
| 7  | Grande Prêmio da França          | Riccardo Patrese | Nigel Mansell     | Nigel Mansell    | Williams-Renault | Detalhes  |
| 8  | Grande Prêmio da Grã-Bretanha    | Nigel Mansell    | Nigel Mansell     | Nigel Mansell    | Williams-Renault | Detalhes  |
| 9  | Grande Prêmio da Alemanha        | Nigel Mansell    | Riccardo Patrese  | Nigel Mansell    | Williams-Renault | Detalhes  |
| 10 | Grande Prêmio da Hungria         | Ayrton Senna     | Bertrand Gachot   | Ayrton Senna     | McLaren-Honda    | Detalhes  |
| 11 | Grande Prêmio da Bélgica         | Ayrton Senna     | Roberto Moreno    | Ayrton Senna     | McLaren-Honda    | Detalhes  |
| 12 | Grande Prêmio da Itália          | Ayrton Senna     | Ayrton Senna      | Nigel Mansell    | Williams-Renault | Detalhes  |
| 13 | Grande Prêmio de Portugal        | Riccardo Patrese | Nigel Mansell     | Riccardo Patrese | Williams-Renault | Detalhes  |
| 14 | Grande Prêmio da Espanha         | Gerhard Berger   | Riccardo Patrese  | Nigel Mansell    | Williams-Renault | Detalhes  |
| 15 | Grande Prêmio do Japão           | Gerhard Berger   | Ayrton Senna      | Gerhard Berger   | McLaren-Honda    | Detalhes  |
| 16 | Grande Prêmio da Austrália       | Ayrton Senna     | Gerhard Berger    | Ayrton Senna     | McLaren-Honda    | Detalhes  |

### Classificação Mundial de Pilotos
| Pos | Piloto             | USA | BRA | SMR | MON | CAN | MEX | FRA | GBR | GER | HUN | BEL | ITA | POR | ESP | JPN | AUS | Pontos |
| --- | ------------------ | --- | --- | --- | --- | --- | --- | --- | --- | --- | --- | --- | --- | --- | --- | --- | --- | ------ |
| 1   | Ayrton Senna       | 1   | 1   | 1   | 1   | Ret | 3   | 3   | 4†  | 7†  | 1   | 1   | 2   | 2   | 5   | 2   | 1   | 96     |
| 2   | Nigel Mansell      | Ret | Ret | Ret | 2   | 6†  | 2   | 1   | 1   | 1   | 2   | Ret | 1   | DSQ | 1   | Ret | 21  | 72     |
| 3   | Riccardo Patrese   | Ret | 2   | Ret | Ret | 3   | 1   | 5   | Ret | 2   | 3   | 5   | Ret | 1   | 3   | 3   | 51  | 53     |
| 4   | Gerhard Berger     | Ret | 3   | 2   | Ret | Ret | Ret | Ret | 2   | 4   | 4   | 2   | 4   | Ret | Ret | 1   | 31  | 43     |
| 5   | Alain Prost        | 2   | 4   | DNS | 5   | Ret | Ret | 2   | 3   | Ret | Ret | Ret | 3   | Ret | 2   | 4   |     | 34     |
| 6   | Nelson Piquet      | 3   | 5   | Ret | Ret | 1   | Ret | 8   | 5   | Ret | Ret | 3   | 6   | 5   | 11  | 7   | 41  | 26.5   |
| 7   | Jean Alesi         | 12† | 6   | Ret | 3   | Ret | Ret | 4   | Ret | 3   | 5   | Ret | Ret | 3   | 4   | Ret | Ret | 21     |
| 8   | Pierluigi Martini  | 2   | Ret | 4   | 12  | 4   | Ret | 9   | 9   | Ret | Ret | 12† | Ret | 4   | 13  | Ret | Ret | 13     |
| 9   | Stefano Modena     | 4   | Ret | Ret | Ret | 2   | 11  | Ret | 7   | 13  | 12  | Ret | Ret | Ret | 16  | 6   | 10  | 10     |
| 10  | Roberto Moreno     | Ret | 7   | 13† | 4   | Ret | 5   | Ret | Ret | 8   | 8   | 4   | Ret | 10  |     |     | 16  | 8      |
| 11  | Andrea de Cesaris  | NPQ | Ret | Ret | Ret | Ret | 4   | 6   | Ret | 5   | 7   | 13† | 7   | 8   | Ret | Ret | 8   | 6      |
| 12  | JJ Lehto           | Ret | Ret | 3   | 11  | Ret | Ret | Ret | 13  | Ret | Ret | Ret | Ret | Ret | 8   | Ret | 12  | 4      |
| 13  | Michael Schumacher |     |     |     |     |     |     |     |     |     |     | Ret | 5   | 6   | 6   | Ret | Ret | 4      |
| 14  | Bertrand Gachot    | 10† | 13† | Ret | 8   | Ret | Ret | Ret | 6   | 6   | 9   |     |     |     |     |     | NQ  | 2      |
| 15  | Satoru Nakajima    | 5   | Ret | Ret | Ret | 10  | 12  | Ret | 8   | Ret | 15  | Ret | Ret | 13  | 17  | Ret | Ret | 2      |
| 16  | Mika Häkkinen      | Ret | 9   | 5   | Ret | Ret | 9   | NQ  | 12  | Ret | 14  | Ret | 14  | 14  | Ret | Ret | 19  | 2      |
| 17  | Martin Brundle     | 11  | 12  | 11  | DSQ | Ret | Ret | Ret | Ret | 11  | Ret | 9   | 13  | 12  | 10  | 5   | NQ  | 2      |
| 18  | Emanuele Pirro     | Ret | 11  | NPQ | 6   | 9   | NPQ | NPQ | 10  | 10  | Ret | 8   | 10  | Ret | 15  | Ret | 7   | 1      |
| 19  | Mark Blundell      | Ret | Ret | 8   | Ret | NQ  | Ret | Ret | Ret | 12  | Ret | 6   | 12  | Ret | Ret | NPQ | 17  | 1      |
| 20  | Ivan Capelli       | Ret | Ret | Ret | Ret | Ret | Ret | Ret | Ret | Ret | 6   | Ret | 14  | 17† | Ret |     |     | 1      |
| 21  | Éric Bernard       | Ret | Ret | Ret | 9   | Ret | 6   | Ret | Ret | Ret | Ret | Ret | Ret | NQ  | Ret | NPQ |     | 1      |
| 22  | Aguri Suzuki       | 6   | Ret | Ret | Ret | Ret | Ret | Ret | Ret | Ret | Ret | NQ  | NQ  | Ret | NQ  | Ret | NQ  | 1      |
| 23  | Julian Bailey      | NQ  | NQ  | 6   | NQ  |     |     |     |     |     |     |     |     |     |     |     |     | 1      |
| 24  | Gianni Morbidelli  | Ret | 8   | Ret | Ret | Ret | 7   | Ret | 5   | Ret | 13  | Ret | 9   | 9   | 14† | Ret | 61  | 0.5    |
| 25  | Mauricio Gugelmin  | Ret | Ret | 12† | Ret | Ret | Ret | 7   | Ret | Ret | 11  | Ret | 15  | 7   | 7   | 8   | 14  | 0      |
| 26  | Thierry Boutsen    | Ret | 10  | 7   | 7   | Ret | 8   | 12  | Ret | 9   | 17† | 11  | Ret | 16  | Ret | 9   | Ret | 0      |
| 27  | Johnny Herbert     |     |     |     |     | NQ  | 10  | 10  | 14† |     |     | 7   |     | Ret |     | Ret | 11  | 0      |
| 28  | Nicola Larini      | 7   | NPQ | NPQ | NPQ | NPQ | NPQ | NPQ | NPQ | Ret | 16  | NQ  | 16  | NQ  | NQ  | NQ  | Ret | 0      |
| 29  | Érik Comas         | NQ  | Ret | 10  | 10  | 8   | NQ  | 11  | NQ  | Ret | 10  | Ret | 11  | 11  | Ret | Ret | 18  | 0      |
| 30  | Gabriele Tarquini  | 8   | Ret | NQ  | Ret | NQ  | NQ  | NQ  | NQ  | NQ  | NPQ | NPQ | NPQ | NQ  | 12  | 11  | NPQ | 0      |
| 31  | Alessandro Zanardi |     |     |     |     |     |     |     |     |     |     |     |     |     | 9   | Ret | 9   | 0      |
| 32  | Eric Van de Poele  | NPQ | NPQ | 9†  | NPQ | NPQ | NPQ | NPQ | NPQ | NQ  | NQ  | NQ  | NQ  | NQ  | NQ  | NQ  | NQ  | 0      |
| 33  | Alex Caffi         | NQ  | NQ  | NQ  | NQ  |     |     |     |     | NPQ | NPQ | NQ  | NPQ | NPQ | NPQ | 10  | 15  | 0      |
| 34  | Olivier Grouillard | NPQ | NPQ | NPQ | NPQ | NPQ | Ret | Ret | NPQ | NPQ | NQ  | 10  | Ret | NPQ | NPQ |     |     | 0      |
| 35  | Michele Alboreto   | Ret | NQ  | NQ  | Ret | Ret | Ret | Ret | Ret | NQ  | NQ  | NPQ | NQ  | 15  | Ret | NQ  | 13  | 0      |
| 36  | Karl Wendlinger    |     |     |     |     |     |     |     |     |     |     |     |     |     |     | Ret | 20  | 0      |
| 37  | Stefan Johansson   | NQ  | NQ  |     |     | Ret | NQ  | NQ  | NQ  |     |     |     |     |     |     |     |     | 0      |
| -   | Fabrizio Barbazza  |     |     | NQ  | NQ  | NQ  | NQ  | NQ  | NQ  | NPQ | NPQ | NPQ | NPQ | NPQ | NPQ |     |     | -      |
| -   | Michael Bartels    |     |     |     |     |     |     |     |     | NQ  | NQ  |     | NQ  |     | NQ  |     |     | -      |
| -   | Pedro Chaves       | NPQ | NPQ | NPQ | NPQ | NPQ | NPQ | NPQ | NPQ | NPQ | NPQ | NPQ | NPQ | NPQ |     |     |     | -      |
| -   | Naoki Hattori      |     |     |     |     |     |     |     |     |     |     |     |     |     |     | NPQ | NPQ | -      |
| Pos | Piloto             | USA | BRA | SMR | MON | CAN | MEX | FRA | GBR | GER | HUN | BEL | ITA | POR | ESP | JPN | AUS | Pontos |

| Cor        | Resultado             |
| ---------- | --------------------- |
| Ouro       | Vencedor              |
| Prata      | 2.º lugar             |
| Bronze     | 3.º lugar             |
| Verde      | Terminou, nos pontos  |
| Azul       | Terminou, sem pontos  |
| Púrpura    | Ret – Retirou-se      |
| Vermelho   | NQ – Não qualificado  |
| Preto      | DSQ – Desqualificado  |
| Branco     | NL – Não largou       |
| Branco     | C – Corrida cancelada |
| Azul claro | AT – Apenas Treino    |
| Sem cor    | NP – Não participou   |
| Sem cor    | Les – Lesionado       |
| Sem cor    | EX – Excluído         |

- Em negrito indica pole position e itálico volta mais rápida.

† Completou mais de 90% da distância da corrida.

### Distribuição dos pontos
- McLaren (Ayrton Senna 96 X 43 Gerhard Berger)
- Tyrrell (Stefano Modena 10 X 2 Satoru Nakajima)
- Williams (Nigel Mansell 72 X 53 Riccardo Patrese)
- Brabham (Martin Brundle 2 X 1 Mark Blundell)
- Lotus (Mika Häkkinen 2 X 0 Bailey, Herbert e Bartels)
- Leyton House (Ivan Capelli 1 X 0 Gugelmin e Wendlinger)
- Benetton (Nelson Piquet 26.5 X 8 Roberto Moreno X 4 Michael Schumacher)
- Dallara (J.J. Lehto 4 X 1 Emanuele Pirro)
- Minardi (Pierluigi Martini 1 X 0 Morbidelli e Roberto Moreno)
- Ferrari (Alain Prost 34 X 21 Jean Alesi X 0.5 Gianni Morbidelli)
- Jordan (Andrea De Cesaris 9 x 8 Roberto Moreno X 4 Bertrand Gachot X 0 Zanardi e Schumacher)
- Larrousse (Aguri Suzuki 1 X 1 Éric Bernard)

### Equipes que não pontuaram
- Ligier, Lambo, AGS, Fondmetal, Footwork e Coloni.

### Classificação Mundial de Construtores
| Pos. | Construtor   | Chassis | Motor                | Pneu | GPs    | Vitórias | Pódiums | Poles | Subtotal de Pontos | Total de Pontos |
| ---- | ------------ | ------- | -------------------- | ---- | ------ | -------- | ------- | ----- | ------------------ | --------------- |
| 1    | McLaren      | MP4/6   | Honda RA121E V12     | G    | 16     | 8        | 18      | 10    | 139                | 139             |
| 2    | Williams     | FW14    | Renault RS3 V10      | G    | 16     | 7        | 17      | 6     | 125                | 125             |
| 3    | Ferrari      | 642     | Ferrari 037 V12      | G    | 6      |          | 8       |       | 16                 | 55.5            |
| 3    | Ferrari      | 643     | Ferrari 037 V12      | G    | 10     |          | 6       |       | 39.5               | 55.5            |
| 4    | Benetton     | B190B   | Ford HB5 V8          | P    | 2      |          |         |       | 6                  | 38.5            |
| 4    | Benetton     | B191    | Ford HB5 V8          | P    | 14     | 1        | 3       |       | 32.5               | 38.5            |
| 5    | Jordan       | 191     | Ford HB4 V8          | G    | 16     |          |         |       | 13                 | 13              |
| 6    | Tyrrell      | 020     | Honda RA101E V10     | P    | 16     |          | 1       |       | 12                 | 12              |
| 7    | Minardi      | M191    | Ferrari 037 V12      | G    | 16     |          |         |       | 6                  | 6               |
| 8    | Dallara      | 191     | Judd GV V10          | P    | 16     |          | 1       |       | 5                  | 5               |
| 9    | Brabham      | BT59Y   | Yamaha OX99 V12      | P    | 2      |          |         |       |                    | 3               |
| 9    | Brabham      | BT60Y   | Yamaha OX99 V12      | P    | 14     |          |         |       | 3                  | 3               |
| 10   | Lotus        | 102B    | Judd EV V8           | G    | 16     |          |         |       | 3                  | 3               |
| 11   | Lola         | LC91    | Ford Cosworth DFR V8 | G    | 16     |          |         |       | 2                  | 2               |
| 12   | Leyton House | CG911   | Ilmor LH10 V10       | G    | 16     |          |         |       | 1                  | 1               |
| 13   | Ligier       | JS35    | Lamborghini 3512 V12 | G    | 6      |          |         |       | 0                  | 0               |
| 13   | Ligier       | JS35B   | Lamborghini 3512 V12 | G    | 10     |          |         |       | 0                  | 0               |
| 14   | Lambo        | 291     | Lamborghini 3512 V12 | G    | 6 (10) |          |         |       | 0                  | 0               |
| 15   | AGS          | JH25B   | Ford Cosworth DFR V8 | G    | 3 (9)  |          |         |       | 0                  | 0               |
| 15   | AGS          | JH27    | Ford Cosworth DFR V8 | G    | (3)    |          |         |       |                    | 0               |
| 16   | Fondmetal    | FA1M    | Ford Cosworth DFR V8 | G    | (2)    |          |         |       |                    | 0               |
| 16   | Fondmetal    | Fomet-1 | Ford Cosworth DFR V8 | G    | 6 (8)  |          |         |       | 0                  | 0               |
| 17   | Footwork     | F12C    | Ford Cosworth DFR V8 | G    | 6 (4)  |          |         |       | 0                  | 0               |
| 18   | Footwork     | FA12    | Porsche 3512 V12     | G    | 3 (1)  |          |         |       | 0                  | 0               |
| 18   | Footwork     | A11C    | Porsche 3512 V12     | G    | 1 (2)  |          |         |       | 0                  | 0               |
| -    | Coloni       | C4      | Ford Cosworth DFR V8 | G    | (15)   |          |         |       |                    | 15 NPQ          |